# Trentepohlia brevifusa
Trentepohlia brevifusa är en tvåvingeart som beskrevs av Alexander 1930. Trentepohlia brevifusa ingår i släktet Trentepohlia och familjen småharkrankar. Inga underarter finns listade i Catalogue of Life.